# Dia da Vitória na Grande Guerra de Libertação da Pátria
O Dia da Vitória na Grande Guerra de Libertação da Pátria (Dia da Vitória) é um feriado nacional norte-coreano celebrado em 27 de julho para marcar a assinatura do Acordo de Armistício Coreano, que trouxe um cessar-fogo à Guerra da Coreia, em 27 de julho de 1953.